# Gnophos sumpana
Gnophos sumpana är en fjärilsart som beskrevs av Eugen Wehrli 1953. Gnophos sumpana ingår i släktet Gnophos och familjen mätare. Inga underarter finns listade i Catalogue of Life.